# Shunsuke Fukuda (Fußballspieler, 1986)
Shunsuke Fukuda (japanisch 福田 俊介 Fukuda Shunsuke; * 17. April 1986 in der Präfektur Saitama) ist ein japanischer Fußballspieler.

## Karriere
Fukuda erlernte das Fußballspielen in der Universitätsmannschaft der Hōsei-Universität. Seinen ersten Vertrag unterschrieb er 2009 bei Omiya Ardija. Der Verein spielte in der höchsten Liga des Landes, der J1 League. Für den Verein absolvierte er 10 Erstligaspiele. Im Juli 2011 wurde er an den Zweitligisten Kataller Toyama ausgeliehen. Für den Verein absolvierte er 54 Ligaspiele. 2013 kehrte er zu Omiya Ardija zurück. Am Ende der Saison 2014 stieg der Verein in die J2 League ab. 2015 wurde er mit dem Verein Meister der J2 League und stieg wieder in die J1 League auf. Für den Verein absolvierte er 24 Ligaspiele. Im Juli 2016 wechselte er zum Zweitligisten Giravanz Kitakyushu. Am Ende der Saison 2016 stieg der Verein in die J3 League ab. Für den Verein absolvierte er 41 Ligaspiele. 2019 wechselte er zum Ligakonkurrenten Thespakusatsu Gunma, für welchen er 10 Ligaspiele absolvierte.